# Esporlatu
Esporlatu (sardisch: Ispròllatu) ist eine italienische Gemeinde (comune) mit 366 Einwohnern (Stand 31. Dezember 2023) in der Metropolitanstadt Sassari auf Sardinien. Die Gemeinde liegt im Zentrum der Insel und etwa 53 Kilometer südöstlich von Sassari. 

## Verkehr
Durch die Gemeinde führt die Strada Statale 128bis Centrale Sarda von Illorai nach Bonnanaro.